# Petra Rossner
Pour les articles homonymes, voir Rossner.
Petra Rossner, née le 14 novembre 1966 à Leipzig, est une ancienne coureuse cycliste allemande.

## Biographie
Petra Rossner commence le sport de compétition par l'athlétisme, avec une victoire aux Spartakiades de la jeunesse en Allemagne de l'Est. Elle se tourne peu après vers le cyclisme.
En 1987, à 20 ans, elle participe aux championnats du monde en Autriche et s'y classe 49e. 
Elle acquiert ses premiers titres majeurs sur piste. En 1991, elle devient championne du monde de poursuite individuelle. L'année suivante, elle remporte la médaille d'or de cette discipline aux Jeux olympiques de Barcelone.
Elle se consacre ensuite essentiellement à la route. En 1995, elle signe six succès d'étape sur le Tour d'Italie.
En 1998, Petra Rossner remporte pour la deuxième fois la Liberty Classic, qui est cette année-là l'une des six manches de la première coupe du monde de cyclisme sur route féminine. Elle s'impose sept fois sur cette course entre 1996 et 2004.
Au total, elle remporte dix manches de coupe du monde : la Liberty Classic de 1998 à 2001, le Tour Beneden Maas en 1999, le Rotterdam Tour, Hamilton et l'Australia World Cup en 2002, et le Tour de Nuremberg et le Rotterdam Tour en 2004. Elle en remporte le classement final en 2002.
En 2004, malgré des victoires régulières dont un nouveau titre de championne d'Allemagne, elle n'est pas sélectionnée pour les Jeux olympiques. Angela Brodtka lui est préférée. En septembre, Rossner remporte le Rotterdam Tour devant Brodtka, prouvant une nouvelle fois selon elle que la fédération allemande s'est trompée en ne la sélectionnant pas. Elle annonce la fin de sa carrière peu après ce succès.
Petra Rossner n'a toutefois jamais obtenu de résultats probants aux Jeux Olympiques (sur route: 28° en 1992, 30° en 2000), ni aux Championnats du Monde sur route.
Elle intègre l'encadrement du Nürnberger Versicherung en tant que directeur sportif
. En 2006, elle rejoint aux fonctions d'entraîneur l'équipe T-Mobile.

### Vie privée
Elle a été en couple avec la cycliste allemande Judith Arndt.

## Palmarès
- 1986
  -  Championne d'Allemagne de l'Est sur route
- 1987
  -  Championne d'Allemagne de l'Est sur route
- 1988
  - Tour d'Italie
    - 3e du classement général
    - Prologue, 1re, 2e, 5e et 6e étapes
- 1989
  -  Championne d'Allemagne de l'Est sur route
  - 1re, 2e, 4e et 6e étapes du Tour d'Italie
  - 5e et 9e étapes du Tour de l'Aude

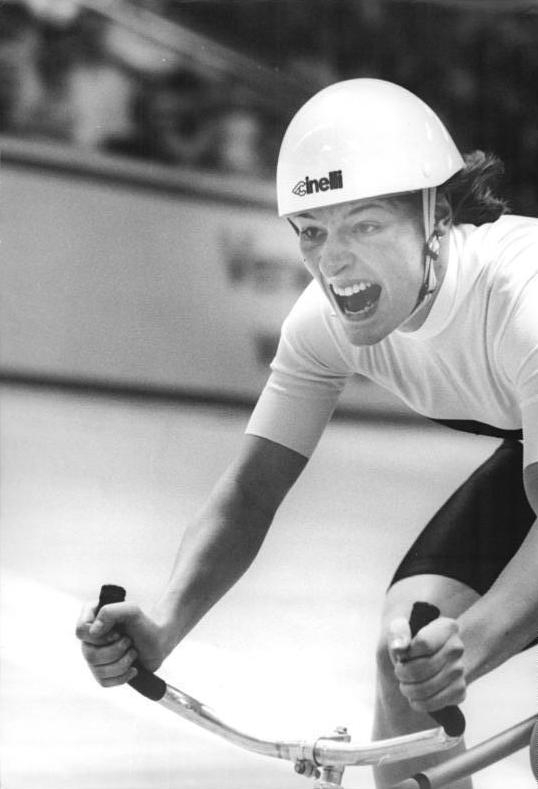
Petra Rossner en 1987

  -  Vice-championne du monde de poursuite
- 1990
  - Rund um den Henninger Turm
  - 1re, 4e et 5e étapes du Tour de Norvège
  - Stausee Rundfahrt
  - 4e étape du Tour de Basse-Saxe
  - 1re étape du Tour de l'Aude
  - Tour de Schellenberg
  - 1re étape du Tour d'Italie
  - 3e du championnat d'Allemagne sur route
- 1991
  -  Championne du monde de poursuite
  - 8e étape du Tour de Basse-Saxe
  - 5e et 6e étapes du Tour de la Drôme
  - 2e, 4e et 5e étapes du Grand Prix du canton de Zurich
- 1992
  -  Championne olympique de poursuite
- 1994
  - 4e étape du Tour du Portugal
- 1995
  - 1re, 4e, 7e, 8e, 10e et 11e étapes du Tour d'Italie
  - 6e étape du Tour de Thuringe
  - 1re étape de la Rothman's Classic
  - 4e étape du Tour de Majorque
  - 2e étape du Tour cycliste féminin
  - 3e du championnat d'Allemagne du contre-la-montre
- 1996
  - Liberty Classic
  - 3e étape du Tour de l'Aude
  - 4e étape du Tour du Trentin
  - 3e du championnat d'Allemagne sur route
- 1997
  - 4e étape du Tour de Majorque
- 1998
  - Liberty Classic
  - 5e étape du Women's Challenge
  - 2e et 13e étapes du Tour cycliste féminin
- 1999
  - 3e, 4e et 6e étapes du Holland Ladies Tour
  - 13e étape du Women's Challenge
  - Liberty Classic
  - Ladies Tour Beneden Maas
  - 12e et 16e étapes de La Grande Boucle féminine internationale
  - 5e étape du Tour de Thuringe
  - 2e et 6e étapes du Tour d'Italie
  - 1re et 3e étapes du Tour de l'Aude
  - 2e du championnat d'Allemagne sur route
  - 2e du championnat d'Allemagne du contre-la-montre
- 2000
  - 5e étape de La Grande Boucle féminine internationale
  - 7e étape du Women's Challenge
  - Liberty Classic
  - Sea Otter Classic
    - Classement général
    - 1re et 3e étapes
- 2001
  -  Championne d'Allemagne sur route
  -  Championne d'Allemagne de poursuite
  - Holland Ladies Tour
    - Classement général
    - 2e, 4e et 5e étapes

  - 4e et 5e étapes du Tour de Thuringe
  - 2e et 5e étapes du Tour de l'Aude
  - 6e étape du Women's Challenge
  - 2e et 4e étapes du Tour de Majorque
  - Liberty Classic
  - 2e de la Clarendon Cup
- 2002
  - Coupe du monde sur route
  - 1re et 4e étapes du Women's Challenge
  - Canberra Women's Classic
  - Liberty Classic
  - Rotterdam Tour
  - 1re et 3e étapes de Gracia Orlová
  - 11e étape du Tour de l'Aude
  - 1re étape de La Grande Boucle féminine internationale
  - 2e du Grand Prix de Plouay
  - 2e du GP Castilla y Leon
  - 2e du Tour de Nuremberg
  - 2e du championnat d'Allemagne sur route
- 2003
  - 1re et 5e étapes de Gracia Orlová
  - Prologue du Tour de l'Aude
  - 11e et 14e étapes de La Grande Boucle féminine internationale
- 2004
  - 3e étape du Geelong Tour
  - 3ea étape de Gracia Orlová
  - 2e étape du Tour du Grand Montréal
  - Liberty Classic
  - 3e et 4e étapes du Tour de Thuringe
  - Rotterdam Tour
  - Tour de Nuremberg
  - 2e de la Geelong World Cup
  - 2e du Luk Challenge
  - 2e du Tour de Bochum
  - 2e de la coupe du monde sur route
  - 3e du championnat d'Allemagne du contre-la-montre

### Classements mondiaux
| Année          | 1998 | 1999 | 2000 | 2001 | 2002 | 2003 | 2004 |
| Classement UCI | 24e  | 6e   | 19e  | 9e   | 4e   | 36e  | 8e   |
| Coupe du monde | 6e   | 4e   | 7e   | 8e   | 1re  | 25e  | 2e   |

## Distinctions
- Cycliste allemande de l'année : 1991, 1992 et 2002